# 罗西耶尔欧萨利讷
罗西耶尔欧萨利讷（法語：Rosières-aux-Salines，法語發音：[ʁozjɛʁ o salin]）是法国默尔特-摩泽尔省的一个市镇，位于该省南部，属于南锡区。

## 地理
罗西耶尔欧萨利讷（48°35'32"N, 6°20'0"E）面积26.95 平方千米，位于法国大東部大區默尔特-摩泽尔省，该省份为法国东北部内陆省份，是洛林的一部分，北邻比利时、卢森堡，北起顺时针与摩泽尔省、下莱茵省、孚日省和默兹省接壤。
与罗西耶尔欧萨利讷接壤的市镇（或旧市镇、城区）包括：昂特吕、夸维莱、达姆勒维耶尔、默尔特河畔栋巴勒、费里耶尔、于迪维莱、萨费、圣尼古拉德波尔、瓦朗热维尔、维尼厄勒。

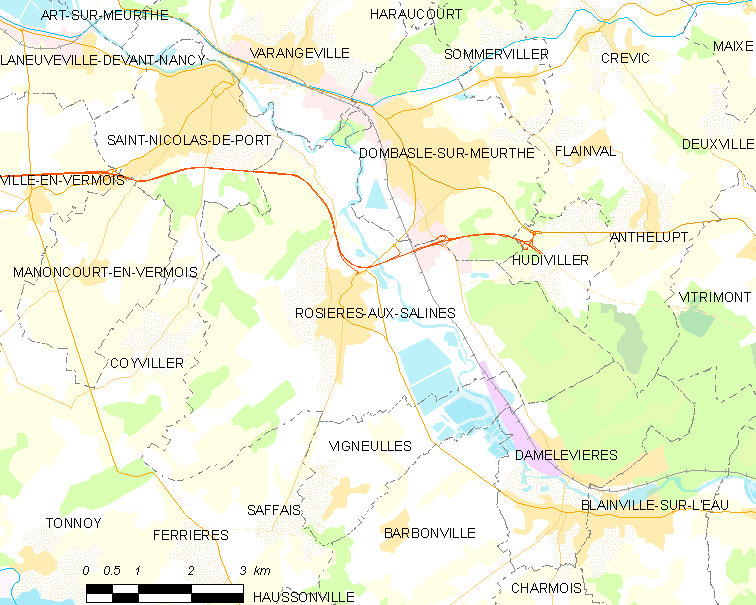
罗西耶尔欧萨利讷的OSM定位图

罗西耶尔欧萨利讷的时区为UTC+01:00、UTC+02:00（夏令时）。

## 行政
罗西耶尔欧萨利讷的邮政编码为54110，INSEE市镇编码为54462。

## 政治
罗西耶尔欧萨利讷所属的省级选区为吕内维尔第二县。

## 人口

1962-2008年间罗西耶尔欧萨利讷人口变化图示

罗西耶尔欧萨利讷于2022年1月1日时的人口数量为2814人。